# Chordin
Chordin (van het Oud-Griekse χορδή, snaar) is een proteïne met een prominente rol in de dorsaal-ventrale patroonvorming tijdens de vroege embryonale ontwikkeling. Bij mensen wordt het gecodeerd door het CHRD-gen. CHRD is 23 exonen lang en heeft een lengte van 11,5 kb en is gelokaliseerd op 3q27.
Chordin moduleert de bioactiviteit van morfogenen, dit zijn signalen die functioneren als celgroei- en differentiatiefactoren die betrokken zijn bij het ontstaan van specifieke patronen in de architectuur van organen en weefsels.

## Eiwitstructuur
Chordin is een 941 aminozuren lang proteïne, waarvan de driedimensionale transmissie-elektronenmicroscopiestructuur lijkt op een hoefijzer. Een kenmerkend structureel kenmerk van chordin is de aanwezigheid van vier cysteïnerijke repeats, die 58–75 residuen lang zijn, elk met 10 cysteïnen met karakteristieke tussenruimten. Deze herhalingen zijn homoloog met domeinen in een aantal extracellulaire matrixeiwitten, waaronder vonwillebrandfactor. Er zijn vijf benoemde isovormen van dit eiwit die worden geproduceerd door alternatieve splicing.

## Functie

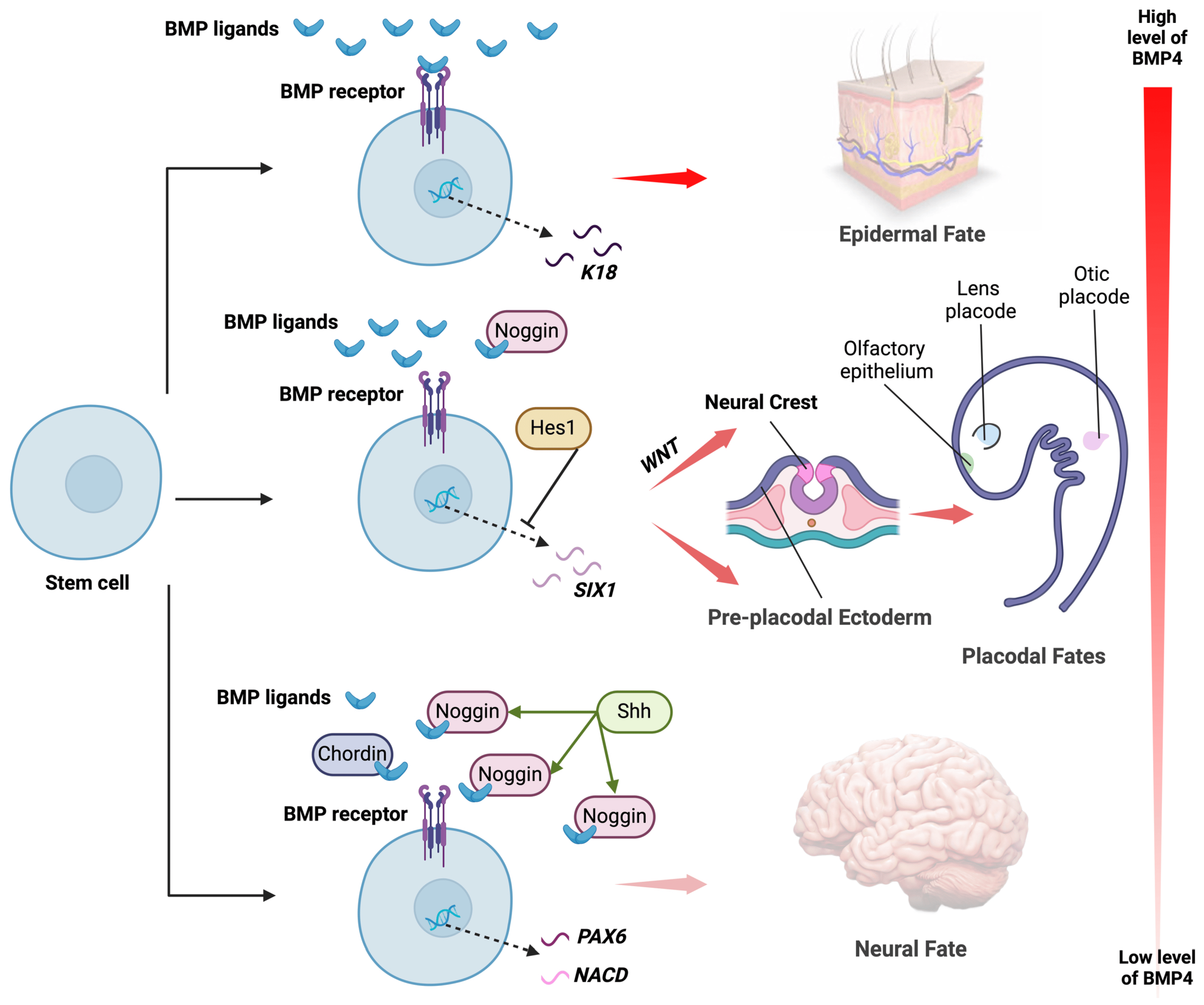
Effecten van BMP4-concentratie op het lot van ectodermale cellen om epidermale, placodale, neurale lijst en neurale afgeleiden te induceren

Chordin dorsaliseert het ontwikkelende embryo door ventraliserende TGF-β-proteïnen zoals botmorfogenetische eiwitten (BMP) te binden via zijn vier cytosinerijke regio's. Chordin blokkeert BMP-signalering door te voorkomen dat BMP interageert met celoppervlakreceptoren, wat de vorming van opperhuid remt en de vorming van zenuwweefsel bevordert. Chordin remt specifiek BMP2, BMP4 en BMP7. De functie van chordin wordt verbeterd door een paar cofactoren, waaronder het twisted gastrulation-gen (Tsg) en het zinkmetalloprotease. Tsg verbetert het vermogen van chordin om een BMP-antagonist te worden. Zinkmetalloprotease functioneert door chordin te splitsen, wat zorgt voor verbeterde signalering met BMP in complexen die inactief waren. Dit gebeurt door het substraatvermogen van chordin in splitsingsreacties te verbeteren en door BMP vrij te maken uit chordinproducten.
Experimenten met zebravissen lieten zien dat een chordin-genmutatie kan leiden tot minder zenuw- en dorsaal weefsel. Doelgen-deleties van chordin, follistatine en noggin bij muizen bleken ook effecten te hebben op neurale inductie, terwijl deletie van zowel chordin als noggin ernstigere effecten op neurale ontwikkeling liet zien. Het fenotype voor dit type deletie heeft embryo's, waarbij de kop bijna geheel ontbreekt. Dit is significant omdat er milde defecten zijn wanneer alleen noggin deficiënt is, maar de kop nog steeds wordt gevormd. Er is aangetoond dat noggin overlap heeft bij de midgastrula in zijn expressie met chordin.  Verdere experimenten die de rol van zowel noggin als chordin testten, lieten zien dat deze twee proteïnen essentieel zijn voor mesodermale ontwikkeling en anterieure patroonontwikkeling. Er werd echter niet aangetoond dat noggin en chordin een significante rol spelen in de ontwikkeling van het anterieure viscerale endoderm.
Chordin-mRNA bij muizen wordt vroeg in de anterieure primitieve streep tot expressie gebracht. In het kippenembryo wordt het tot expressie gebracht in de voorste cellen van de sikkel van Koller, die de voorste cellen vormen van de primitieve streep, een belangrijke structuur waardoor gastrulatie plaatsvindt. Terwijl de streep evolueert naar een primitieve knoop en axiaal mesoderm, wordt het chordin-mRNA nog steeds tot expressie gebracht. Dit bewijs suggereert een patroonrol van chordin tijdens de vroege embryonale stadia. Wanneer chordin werd geïnactiveerd, lijken dieren aanvankelijk een normale ontwikkeling te hebben, maar later manifesteren zich problemen in het binnen- en buitenoor samen met faryngeale en cardiovasculaire afwijkingen. Experimenten met klauwkikker-embryo's toonden aan dat overexpressie van BMP1 en TLL1 kan worden gebruikt om de dorsalisatiefuncties van chordin tegen te gaan. Deze bevinding suggereert dat de belangrijkste chordin-antagonist BMP1 is.
Bij muizen wordt chordin tot expressie gebracht in de primitieve knoop, maar niet in het voorste viscerale endoderm. Het is gebleken dat het nodig is voor de ontwikkeling van de voorhersenen.  Bij ontwikkelende muizen die een tekort hebben aan zowel chordin als noggin, is het hoofd vrijwel afwezig. Chordin is ook betrokken bij gastrulatie bij vogels en speelt mogelijk ook een rol bij organogenese.

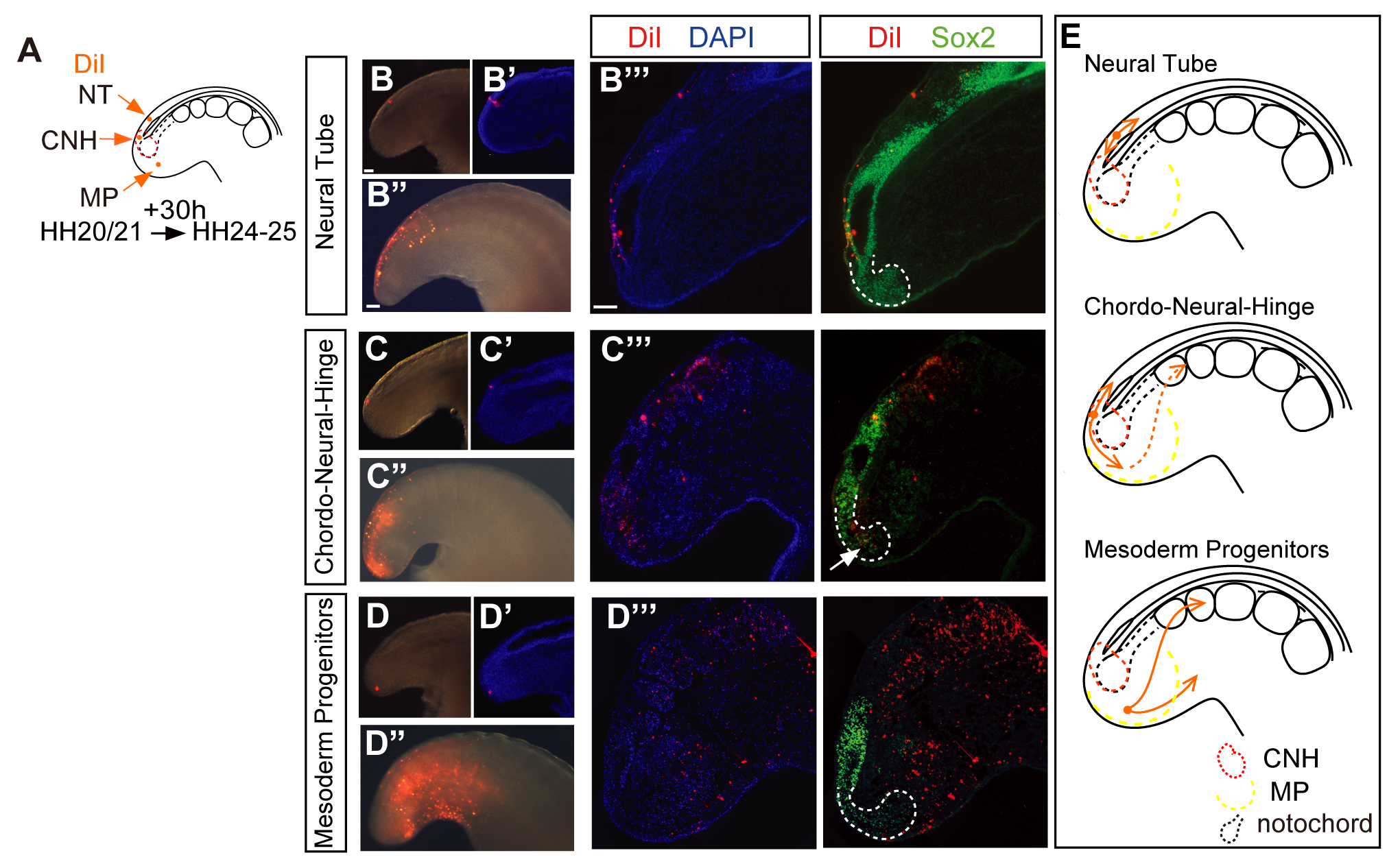
CNH: chordoneurale scharnier. Notochord: chorda dorsalis. Neural Tube: neurale buis

## Geschiedenis
Chordin werd oorspronkelijk geïdentificeerd in de klauwkikker (Xenopus laevis) in het laboratorium van Edward M. De Robertis als een belangrijk ontwikkelingsproteïne dat vroege gewervelde embryonale weefsels dorsaliseert.  Eerst werd de hypothese geopperd dat chordin een rol speelt in de dorsale homeobox-genen in Spemann-Mangold organizer. Het chordin-gen werd ontdekt door zijn activering na gebruik van gsc (Homeobox protein goosecoid) en Xnot mRNA-injecties. De ontdekkers van chordin concludeerden dat het tot expressie komt in embryonale regio's waar gsc en Xnot ook tot expressie kwamen, waaronder de prechordale plaat, de chorda dorsalis en het chordoneurale scharnier. De expressie van het gen in deze regio's leidde tot de naam chordin. Men dacht dat de eerste functies van chordin het rekruteren van naburige cellen omvatten om te helpen bij de vorming van de as, samen met het bemiddelen van celinteracties voor de organisatie van staart-, kop- en lichaamsregio's.